# Język jawajski Surinamu
Język jawajski Surinamu – język austronezyjski używany w Surinamie. Według danych z 2016 r. posługiwało się nim wówczas nieco ponad 36 tys. osób, potomków robotników sprowadzonych do pracy na plantacjach.
W użyciu wśród ludności jawajskiej w Surinamie są też języki niderlandzki i sranan tongo.
Znacząco się różni od jawajskiego używanego w Indonezji. Kontakt z dominującymi językami Surinamu i ograniczona rola społeczna jawajskiego (który występuje przede wszystkim w sferze kontaktów domowych) doprowadziły do wielu zmian w tym języku (na poziomie leksyki, morfosyntaktyki i fonologii). Doszło do zaniku hierarchicznych poziomów mowy, na korzyść użycia rejestru ngoko. W publikacji Ethnologue odnotowano, że odmiany z Surinamu i Indonezji nie są dobrze wzajemnie zrozumiałe i zostały one sklasyfikowane odrębnie, w ramach tzw. grupy języków jawajskich.
W Paramaribo, stolicy kraju, jawajski jest częściowo wypierany przez niderlandzki. W miejscowościach oddalonych od dużych miast jawajski charakteryzuje się wyższym poziomem żywotności.
Jest zapisywany alfabetem łacińskim.